# Takis Morakis
Takis Morakis (gr. Τάκης Μωράκης, ur. 15 sierpnia 1916 w Atenach, zm. 26 października 1991) – grecki kompozytor, mąż Nandii Konstandopulu, która tworzyła słowa i wykonywała jego piosenki.
Ich wspólna piosenka Je te remercie mon coeur, po grecku S'efharisto kardia mou, zdobyła pierwszą nagrodę Międzynarodowego Festiwalu Piosenki w Sopocie w 1964.
Tworzył muzykę do filmów np. Boy On A Dolphin w 1957.

## Znane utwory
- S'efharisto kardia mou
- Irthes san tin anixi
- Rikoko
- Ti 'ne afto pou to lene agapi